# 新自由主義 (國際關係)
新自由主义（Neoliberalism），在国际关系研究中，是一种认为国家之间的国际合作是可行和可持续的，而这种合作可以减少冲突和竞争的学派。 新自由主义修正了國際關係中的古典自由主义(理想主義)。新自由主义和新现实主义是当代国际关系理論中最具影响力的两种學術途徑。自1990年代以来，雙方一直主导国际关系理论。 
新自由主义与新现实主义有许多共同的假设（即国际体系的无政府狀態，国家是主要参与者，国家理性地追求自身利益），但从这些假设中得出了不同的结论。与对可持续合作前景持怀疑态度的新现实主义相反，新自由主义认为合作是可行和可持续的。新自由主义者强调国际組織和建制在促进国家间合作方面的作用。国际组织促进合作的主要原因是國際組織提供資訊，减少了国家间在提供公共財和强制执行方面集体行动遭遇的问题。 基欧汉在1984 年的著作《霸权之后》(After Hegemony)运用了新制度经济学的见解，论证了国际体系可以在没有霸权的情况下保持稳定，从而驳斥了霸权稳定论。 基歐漢表明，国际合作可以通过反复互动、透明度和监督来维持。

## 发展
國際聯盟失敗後，理想主義陣營，即國際關係的自由主義陣營沉寂下來，而現實主義主宰國際關係理論。1970年代，現實主義難以解釋兩極對抗的美蘇何以走向冷和，使得國際關係理論的自由主義再度受到重視。其中，包含基欧汉《霸權之後》。奈伊將此等批判現實主義稱為「新自由主義」。
1990年代，伴隨冷戰結束，更多的學者投入。
新自由主义是对新现实主义的回应；新自由主义者虽然不否认國際社會的无政府狀態，但认为其重要性和影响遭到夸大。新自由主义论点集中，受新現實主義低估的“在去中心的系统中可能存在的各种合作行為”。  話雖如此，新自由主義與新現實主義都将国家及其利益视为分析的中心主题；新自由主义可能对这些利益有更广泛的定義。新自由主义认为，即使在理性国家的无政府体系中，合作也可以通过互信的培养以及规范、制度和制度的建立而出现。
鮑溫(David Baldwin)提出新自由主義四種理論分支，探討探討自由貿易的商業自由主義(commercial liberalism)、民主政體的共和自由主義(republican liberalism)、分析國際建制的自由制度主義(liberal institutionalism)及探討跨國互動關係的社會自由主義(sociological liberalism)。延續康德永久和平論觀點，永久和平賴於參與國際體系的國家為共和政體、國家間的貿易互賴及防止衝突的國際建制，論者多集中商業型、共和型及制度型。
代表人物及理論，還有克拉斯纳及金德伯格的霸权稳定论等。

## 爭論
在国际关系理论中，新自由主义和新现实主义之间的争论是兩個实证主义理論間的争论。

### 基欧汉和奈伊
基歐漢和奈伊为回应新现实主义，发展了與之對立的相互依存理論。基歐漢和奈伊曾言：「相互依存有时比现实主义更接近现实。」 在該理論中，基欧汉和奈伊涵盖了现实主义的三个假設：第一，国家，是統一的单位，是国际关系中的主要行为者；第二，武力是种可用且有效的政策工具；最后，假设国际政治中存在等級制度。 
基歐漢和奈伊理論的核心是，在国际政治中，实际上有多种渠道，在傳統的西伐利亚國家體系之外，聯繫各個社會，从非正式的政府关系到跨国企業和國際组织。他们定義其術語，国家间关系(interstate relations)是现实主义者假定的渠道；一旦放宽「国家為統一的单位」此一现实主义假设时，就会出现跨政府关系；当人们取消国家是唯一行為者的假设时，方有真正的「跨國關係」(transnational)。政治交流正是通过这些渠道发生的，而不是通过现实主义者所倡导的有限渠道。
其次，基歐漢和奈伊认为，事实上，在各個議題中沒有等級制度，在外交策略中軍事力量不是唯一的工具與考量，而且还有许多不同的國內议程摆在國家考量中。因此，国内政策和外交政策间的界限变得模糊，而国家间关系实际上没有明确的议程。
最后，在相互因存的国家之间，军队沒有解決問題的能力。因此，當相互依存盛行時，將不再有武力的使用。不過，基欧汉和奈伊继续指出，在“敌对集团間的政治军事关系”中，军队仍保有功能。

### 列波
列波指出，新现实主义的失败在于其“制度主义”本体论，而新现实主义思想家華爾兹指出，“[系统的] 创造者成为了自身所建立的市场的受造物。”根据列波的说法，这种严重的失败是由于现实主义者无法“摆脱无政府状态的困境”。更确切地说，是假设国家不会适应，对相同的限制與机会做出相同的反应。 

### 新現實主義者的批评：米尔斯海默
伦敦政經学院的古典自由主義者诺曼·安格尔曾云：“我们无法通过将自己的意志强加于竞争对手，仰賴国家或軍事联盟的政军优势来确保现有体系的稳定。” 
基欧汉和莉莎‧馬丁在1990年代中期阐述類似想法，以回應米尔斯海默的〈現實制度論的虛假前提〉。米尔斯海默聲稱，“制度不能让国家停止表現為追求權力極大化的短視近利者。” 米尔斯海默的此文是為回应新现实主义者创建的自由制度主义运动。基欧汉和馬丁批評新现实主义坚信“制度只有边际成本＂，而新現實主義者難以合理地解釋何以國家投注心力組成欧盟、北约、关贸总协定和区域贸易组织。 　只有相互依賴理論對此提出解釋。此外，基欧汉和马丁认为，国际制度是为响应国家利益而创建的，真正的实证課題是“知道如何區分這些制度仰賴的條件與影響”。 　自由制度主义者和米尔斯海默之间的争论是关于制度是否对国家行为具有独立的影响，或者僅僅是強權為了增加自身利益而組成。 
米尔斯海默关注的是“内部导向”的制度，“通过影响成员国的行为来寻求和平”。米爾斯海默藉此驳斥基欧汉和馬丁的北约論證，作為支持欧洲共同体和国际能源机构的案例。米尔斯海默評論北约是“外側國家與一群国家联盟組成包圍網，旨在威慑、胁迫或在战争中擊敗敵人”。米尔斯海默向基歐漢與馬丁承認，由于北约是軍事联盟，而有特殊考量。 然而，米尔斯海默仍論道：“联盟带来的和平，是通过威慑来实现的，这是典型的现实主义行为。”  結論來說，米尔斯海默认为基欧汉和马丁“改變辯論中使用的術語，在制度主义的表皮下，骨子裡是现实主义的主张。" 
米尔斯海默批评马丁的论点，即欧洲共同体(EC)增强了合作的前景。米尔斯海默批評，特别是福克兰群岛战争期间，英國一面制裁阿根廷，一面透過歐共體上的議程連繫確保歐洲國家的合作。米尔斯海默更表述，美国不是欧共体的成员，但美国和英国在對阿根廷的制裁上合作，組成具影響力的臨時結盟。 ”早在制度出现之前，在議程上相互聯繫早已是國際政治中司空见惯的做法；此外，英国和其他欧洲国家原本仍可以使用其他外交策略来解决问题。說到底，即使美国不是欧共体成员，英国和美国还是设法在制裁上合作。” 

### 自由制度主義者的回應
畢業於國立政治大學外交學系博士的國立臺灣大學政治系博士後研究員陳麒安在其所發表的論文《新自由主義與後冷戰時期北約的存續：安全治理的觀點》中對米爾斯海默等結構現實主義者的部份批駁意見作出了反駁。

## 腳註
1. ↑  Jervis, Robert. . International Security. 1999, 24 (1): 42–63  [2021-09-10]. ISSN 0162-2889. （原始内容存档于2021-09-09）.
2. ↑  Powell 1994.
3. ↑  Keohane, Robert O. . Princeton University Press. 1984  [2021-09-10]. ISBN 978-1-4008-2026-9. （原始内容存档于2021-11-16） （英语）.
4. ↑  Robert O. Keohane. . Annual Review of Political Science. 2020, 23 (1): 1–18  [2021-09-10]. ISSN 1094-2939. doi:10.1146/annurev-polisci-050918-042625. （原始内容存档于2021-04-27）.
5. ↑  Keohane, Robert O.; Martin, Lisa L. . International Security. 1995, 20 (1): 39–51  [2021-09-10]. ISSN 0162-2889. doi:10.2307/2539214. （原始内容存档于2021-08-31）.
6. ↑  Norrlof, Carla. . Cambridge University Press. 2010: 30–31  [2021-09-10]. ISBN 978-0-521-76543-5. doi:10.1017/cbo9780511676406. （原始内容存档于2021-08-18）.
7. 1 2 3 4  盧, 業中. . 張, 亞中  (编). . 揚智文化. 2020.
8. ↑  Evans, Graham. . London: Penguin Books. 1998.
9. ↑  Keohane, Robert and Joseph Nye. . Boston: Little, Brown and Company. 1989: 23  [2021-09-10]. ISBN 9780316489362. （原始内容存档于2021-09-10）.
10. ↑  Keohane, Robert and Joseph Nye. . Boston: Little, Brown and Company. 1989: 23–24  [2021-09-10]. ISBN 9780316489362. （原始内容存档于2021-09-10）.
11. ↑  Waltz, 90; quoted in Richard Ned Lebow, "The long peace, the end of the cold war, and the failure of realism," International Organization, 48, 2 (Spring 1994), 273
12. ↑  Norman Angell, The Great Illusion, (1909) cited from 1933 ed. (New York: G.P. Putnam’s Sons),p. 137.
13. 1 2  Keohane, Robert and Lisa Martin. . International Security. Summer 1995, 20 (1): 47. JSTOR 2539214. doi:10.2307/2539214.
14. ↑  Robert O. Keohane and Lisa L. Martin, "The Promise of Institutionalist Theory," International Security 20, no. 1 (Summer 1995), 47.
15. ↑  Mearsheimer, John.  (PDF). International Security. Summer 1995, 20 (1): 82–83  [2013-04-25]. JSTOR 2539218. doi:10.2307/2539218. （原始内容存档 (PDF)于2018-12-23）.
16. ↑  Mearsheimer, 83–87.
17. 1 2  Mearsheimer, John.  (PDF). International Security. Summer 1995, 20 (1): 83  [2013-04-25]. JSTOR 2539218. doi:10.2307/2539218. （原始内容存档 (PDF)于2018-12-23）.
18. ↑  Mearsheimer, John.  (PDF). International Security. Summer 1995, 20 (1): 87  [2013-04-25]. JSTOR 2539218. doi:10.2307/2539218. （原始内容存档 (PDF)于2018-12-23）.
19. ↑  Chen, Chi-An.  (PDF). 全球政治評論. 2013-07, (43): 111-134  [2023-02-21]. （原始内容存档 (PDF)于2023-02-21）.